# 망매의 계곡
《망매의 계곡》은 1985년 8월 11일에 MBC TV에서 방영되었던 베스트셀러극장이다.

## 줄거리
심리학과 시간강사 장송구(이호재)는 한달 전부터 강의시간을 얻지 못해 전전긍긍하고 있던 상태에서 한 남자(박영지)의 방문을 받는다. 그 남자는 송구에게 한소의(이혜영)라는 여자를 그녀 자신 몰래 관찰해서 그 내면세계를 분석해 달라고 부탁한다. 소의는 재벌 오대수(박영태)의 애인인데 정신분열증세를 일으켜 별장에 칩거 중이었다. 송구의 임무는 그녀의 방을 밀실구멍을 통해 엿보며 그녀의 모습을 관찰하는 것이었다.
송구는 그녀의 미모와 다소곳한 모습에서 정신질환을 앓는 환자의 모습을 찾기 어렵다고 생각하면서도 자신이 맡은 일을 수행하는데...

## 출연
- 이혜영
- 이호재
- 박영태
- 박인환
- 김복희
- 박영지
- 백인철
- 송경철